# Gert Schramm
Gert Schramm (Erfurt, 28 novembre 1928 – Eberswalde, 18 aprile 2016) è stato uno scrittore tedesco.
Discriminato in seguito alle leggi razziali naziste in quanto figlio di madre tedesca e di padre afroamericano, fu da adolescente il più giovane prigioniero afro-tedesco nel campo di concentramento di Buchenwald. Dopo che dagli anni novanta il suo caso divenne di pubblico dominio, Schramm scrisse nel 2011 un'autobiografia sulla sua esperienza.

## Biografia
Nato il 28 novembre 1928 a Erfurt, Gert Schramm era figlio di un ingegnere afro-americano (Jack Brankson) che, giunto in Germania dalla California per lavoro, iniziò una relazione con una giovane donna tedesca (Marianne Schramm).
Con l'avvento al potere di Hitler nel 1933 e la promulgazione delle leggi razziali naziste, la condizione dei circa 20./25.000 afro-tedeschi che vivevano allora in Germania si fece subito drammatica. Per quanto non siano mai stati inclusi in un programma specifico di sterminio, essi subirono pesantissime discriminazioni. Specialmente i cosiddetti "bastardi della Renania", figli di donne tedesche e di soldati francesi di colore, nati durante il periodo di occupazione della Renania dopo la prima guerra mondiale, furono assunti dalla propaganda nazista a simbolo della "bastardizzazione" della "razza ariana" tedesca. Ufficialmente "non esistenti" e comunque destinati a dover "sparire", era loro proibito ogni contatto sociale o relazione matrimoniale con "ariani"; molti dei giovani finirono a questo scopo anche per essere forzatamente sterilizzati. Esclusi progressivamente dalla scuola, dall'esercito e da ogni incarico statale, privati dei diritti di cittadinanza, condannati ad essere pura forza lavoro, per molti afro-tedeschi si aprirono anche le porte dei campi di concentramento e di lavoro.
Gert fu escluso dalla scuola in quanto "Mischling di primo grado" (mezzo-sangue) e sottoposto a discriminazioni di ogni sorta. Nonostante fosse proibito dalle leggi, il padre continuò a visitare la madre e il figlio, ma nel 1941 fu arrestato e inviato a Auschwitz; di lui non si saprà più nulla. Anche Gert fu arrestato nel maggio 1944, interrogato e alfine condannato ad almeno 15 anni di lavori forzati. Il 20 luglio 1944 giunse al campo di concentramento di Buchenwald, dove fu alloggiato nella baracca 42 come prigioniero "politico". 
Si conoscono i nomi di altri 5 prigionieri di colore a Buchenwald, uno (come Gert) dalla Germania e quattro dalla Francia (tra cui Raphaël Elizé, noto esponente politico e uno dei primi sindaci afro-francesi, che morirà al campo). Gert Schramm era il più giovane. Aveva allora solo 15 anni. 
A Buchenwald Gert si trovò a vivere l'esperienza dei tanti bambini dell'Olocausto costretti al lavoro nei campi di concentramento nazisti. Essere afro-tedesco lo rendeva particolarmente riconoscibile e vulnerabile. Dopo settimane di duro lavoro nelle cave di pietra, il ragazzo giunse al limite delle proprie forze. Fu salvato solo per l'intervento delle organizzazioni comuniste clandestine di resistenza del campo che tra i loro obiettivi principali si erano proposti quello della salvaguardia dei molti bambini di Buchenwald. Uno dei capi della resistenza interna, il Kapo comunista Willi Bleicher, riusci' a farlo trasferire ad un incarico amministrativo, e il Kapo comunista Otto Grosse e i prigionieri "politici" presenti nella baracca 42 si presero cura di lui, "nascondendolo" il più possibile agli occhi delle SS. Ciò non lo mise al riparo dagli orrori, dalle fatiche e dalle sofferenze della prigionia (Gert rimase fra l'altro gravemente ferito in seguito ad un bombardamento). Grazie alla protezione ricevuta dagli altri prigionieri gli furono almeno risparmiati alcuni degli aspetti più duri della vita del campo. Riuscì cosi' a sopravvivere a Buchenwald, evitando anche le marce della morte, fino all'arrivo delle truppe alleate nell'aprile 1945, tra le quali - con sua grande sorpresa e orgoglio - erano anche alcuni soldati afroamericani. Era presente anche quando i cittadini tedeschi di Weimar furono condotti a Buchenwald perché vedessero con i loro occhi gli orrori del campo. La solidarietà e l'impegno dei prigionieri politici del campo avevano permesso la sopravvivenza a ben 904 bambini di Buchenwald.
Nel giugno 1945, Gert fece ritorno a piedi dalla madre. I due si stabilirono a Bad Langensalza. Da adulto Gert lavorò nell'industria mineraria dapprima nella Germania Est e quindi in Francia e ad Essen (dal 1956 al 1964). Tornato nella Germania Est fu impiegato in una compagnia di autobus a Eberswalde, vicino a Berlino. Nel 1985, assieme ad Hermann Axen, un ex-deportato che lo aveva aiutato a Buchenwald, Gert creò una propria compagnia di taxi, la "Schramms Reisen" (poi gestita dal proprio figlio). 
Dopo la riunificazione, quando il 25 novembre 1990, un lavoratore angolano fu selvaggiamente ucciso a Eberswalde da una banda di Skinheads, Gert decise di doversi impegnare in prima persona contro il razzismo e l'intolleranza in nome dell'esperienza da lui stesso vissuta, parlando nelle scuole come rappresentante della Buchenwald Memorial Foundation e pubblicando nel 2011 un libro di memorie (Wer hat Angst vorm schwarzen Mann?). La sua testimonianza, assieme a quella di Hans Massaquoi, contribuisce a riproporre all'attenzione dell'opinione pubblica tedesca la sorte dei tanti afro-tedeschi sotto il regime nazista.
Il 25 aprile 2014, Schramm riceve dal governo tedesco l'onorificenza Ordine al merito di Germania (Verdienstkreuz am Bande).
Il 19 settembre 2015, un incontro pubblico a Eberswalde riunisce Gert Schramm con Marie Nejar e Theodor Michael, anch'essi vittime di discriminazione come afro-tedeschi durante l'Olocausto. È il suo ultimo impegno pubblico. Muore il 18 aprile 2016 a Eberswalde.

## Autobiografia
- Gert Schramm, Wer hat Angst vorm schwarzen Mann?, Berlin: Aufbau, 2011.